# Tarime (Distrikt)
Tarime ist ein Distrikt der Region Mara in Tansania; das Verwaltungszentrum liegt in der Stadt Tarime. Der Distrikt grenzt im Nordosten an Kenia, im Südosten an den Distrikt Serengeti, im Südwesten an den Distrikt Butiama, im Westen an den Distrikt Rorya und umschließt den Distrikt Tarime (TC) beinahe vollständig.

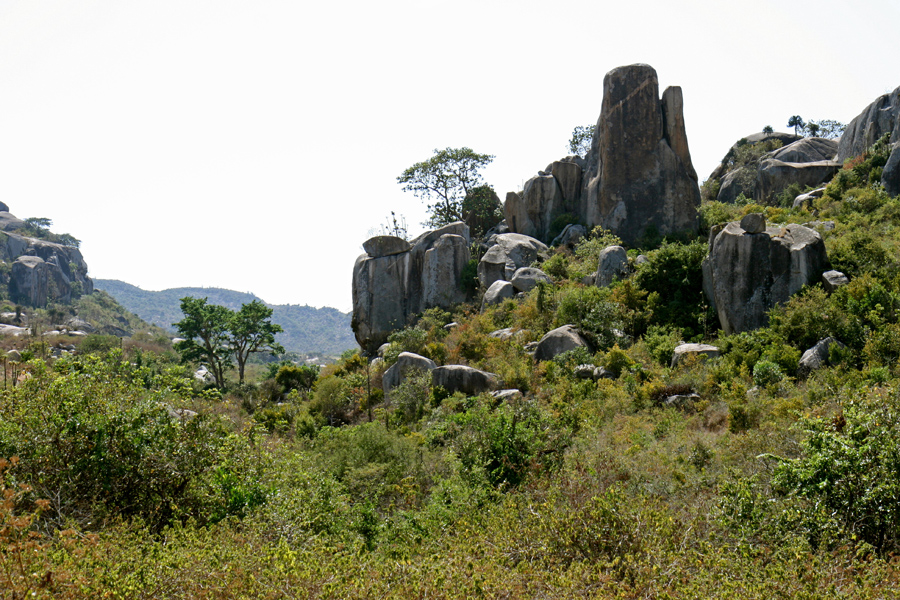
Landschaft in Tarime

## Geographie
Der Distrikt ist 1637 Quadratkilometer groß und hat 404.848 Einwohner (Volkszählung 2022). Das Gebiet besteht aus zwei geographischen Zonen:
- Das Hochland im Norden liegt 1500 bis 1800 Meter über dem Meer. Es regnet jährlich 1200 bis 1600 Millimeter.
- Das Land im Südwesten und Südosten des Distriktes hat eine Höhe von 1300 bis 1500 Meter und Jahresniederschläge von 900 bis 1250 Millimeter.

Das Klima ist tropisch, Aw nach der effektiven Klimaklassifikation. Die Niederschläge fallen über das ganze Jahr verteilt, der trockenste Monat ist der Juli mit rund 40 Millimeter Regen, Es gibt zwei Niederschlags-Spitzen, eine im November und die höchste im April mit über 200 Millimeter Regen.

## Geschichte
Der Distrikt wurde am 1. Januar 1984 gegründet. Im Jahr 2007 wurde Rorya abgetrennt und 2012 wurde Tarime (TC) ein eigener Distrikt.

## Verwaltungsgliederung
Der Distrikt ist in 26 Bezirke (Kata) gegliedert:
- Susuni
- Mwema
- Sirari
- Pemba
- Nyakonga
- Nyarero
- Nyamwaga
- Muriba
- Nyanungu
- Gorong'a
- Nyarukoba
- Kemambo
- Kibasuka
- Binagi
- Matongo
- Manga
- Bumera
- Komaswa
- Kiore
- Kentare
- Mbogi
- Genyange
- Nyansincha
- Itiryo
- Gwitiryo
- Regicheri

## Bevölkerung
Etwa 15 Prozent der Bevölkerung des Distriktes leben in den urbanen Gebieten Sirari, Nyamongo und Nyamwaga, 85 Prozent leben verteilt auf dem Land. Die größte Ethnie sind die Kuria, die zu den Luo gehören.

## Einrichtungen und Dienstleistungen
- Bildung: Im Distrikt gibt es 134 Grundschulen, davon werden 116 öffentlich und 18 privat geführt. Von den 31 weiterführenden Schulen sind zwei privat (Stand 2019).[7]
- Gesundheit: Für die medizinische Betreuung der Bevölkerung sorgen fünf Gesundheitszentren und sechzehn Apotheken (Stand 2019).[7]
- Wasser: Von den 64.000 Haushalten hatten 23 Prozent Zugang zu sauberem und sicherem Wasser, 57 Prozent bekamen ihr Wasser aus ungeschützten Quellen, 13 Prozent holten Wasser aus Seen oder Flüssen und 6 Prozent benutzten Regenwasser (Stand 2012).[8]

| Die wichtigsten wirtschaftlichen Tätigkeiten sind Landwirtschaft, Bergbau und Fischerei. Im Jahr 2014 trug die Landwirtschaft 30 Prozent zum Bruttoinlandsprodukt (GDP) bei, der Bergbau 39 Prozent und die Fischerei sechs Prozent. Von den 130.000 Beschäftigten waren 72 Prozent in der Land- und Forstwirtschaft beschäftigt, ein Prozent mit Fischfang und drei Prozent im Bergbau (Stand 2012). - Landwirtschaft: Im Hochland werden Mais, Hirse, Bananen, Süßkartoffeln, Kartoffeln, Maniok, Bohnen, Zwiebeln, Tomaten, Kaffee, Tee und Tabak angebaut. Im Süden des Distrikts sind Mais, Hirse, Maniok und Süßkartoffeln die wichtigsten Anbauprodukte. Mehr als die Hälfte der Haushalte besitzt auch Nutztiere, überwiegend gehalten werden Geflügel, Rinder und Ziegen. - Bergbau: Die Goldlagerstätten, die 2 bis 60 Gramm Gold je Tonne Gestein beinhalten, liegen im Grünsteingürtel des Victoriasees. Sie werden sowohl in kleinem wie auch in großem Rahmen abgebaut. Für die geschätzten 40 Millionen Tonnen Kupfer wurden keine Abbaulizenzen vergeben (Stand 2014). | Hier fehlt eine Grafik, die leider im Moment aus technischen Gründen nicht angezeigt werden kann. Wir arbeiten daran! | Hier fehlt eine Grafik, die leider im Moment aus technischen Gründen nicht angezeigt werden kann. Wir arbeiten daran! |

## Wirtschaft und Infrastruktur

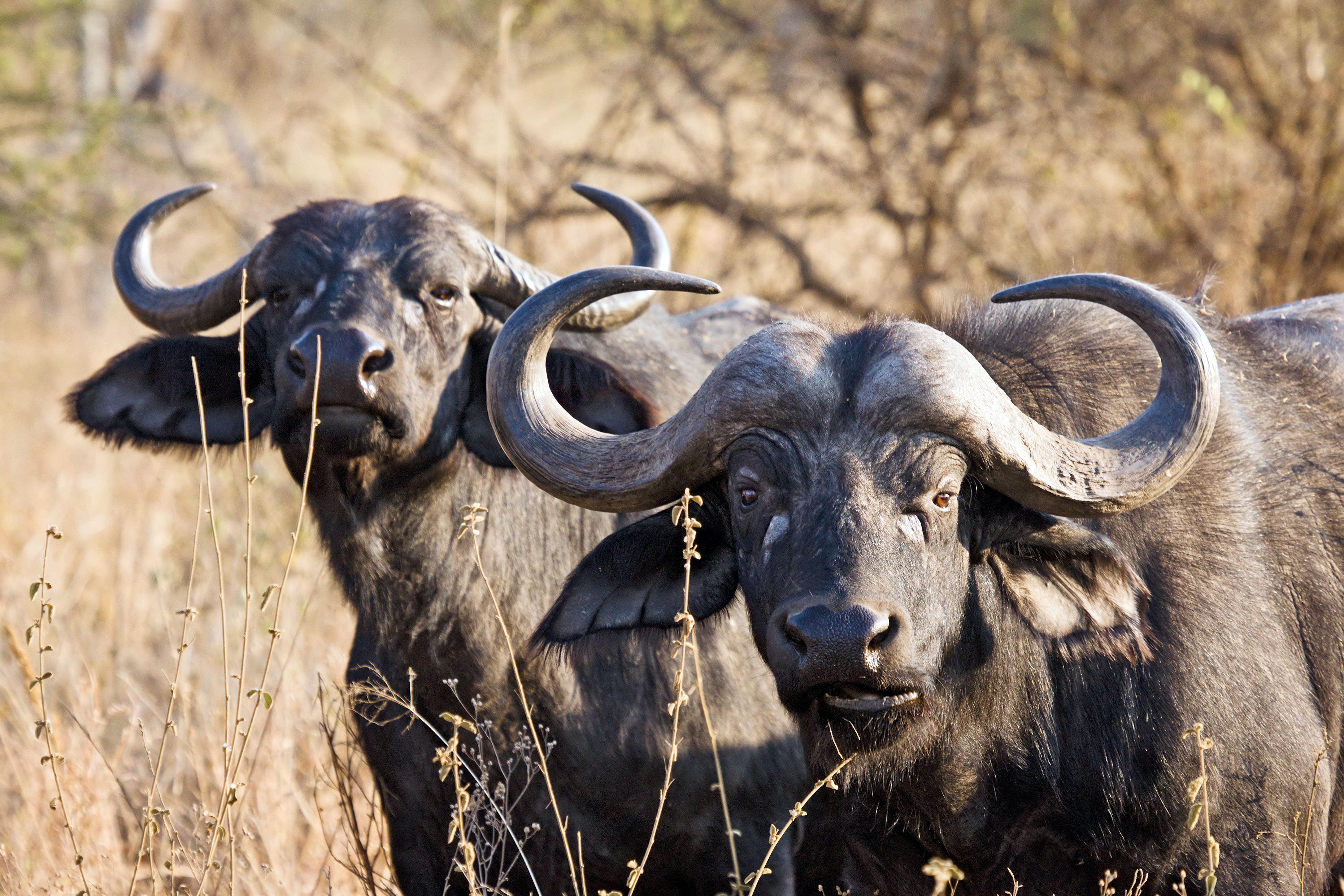
Büffel in der Serengeti

## Naturschutzgebiete, Sehenswürdigkeiten
- Victoriasee: Im Westen des Distriktes liegt der Victoriasee, der mit 68.000 Quadratkilometer größte See Afrikas.[13]
- Serengeti-Nationalpark: Im Osten hat der Distrikt Anteil am 14.763 Quadratkilometer großen Serengeti-Nationalpark.[14]